# Primera División B 2018 (Paraguay)
El campeonato de la Primera División B 2018 del fútbol paraguayo, fue la septuagésima séptima edición de un campeonato oficial de Tercera División denominada actualmente Primera División B, organizado por la Asociación Paraguaya de Fútbol. El campeonato inició el 17 de marzo, con actos inaugurales en el estadio Próculo Cortázar del club 24 de Septiembre VP, que recibió al club Recoleta. El resultado del partido fue victoria para el equipo visitante por 0 - 1. En esta edición compitieron 17 equipos, tras la exclusión del club Sport Colombia.
El club 12 de Octubre (I) logró el título y el ascenso en forma anticipada en la fecha 33. Tacuary se consagró subcampeón en la última fecha, que le otorgaba el derecho de disputar los partidos de repechaje contra el club General Caballero de Juan León Mallorquín por el último cupo de ascenso a la División Intermedia. Ascenso que finalmente no pudo lograr al caer por el global de 1 - 3.
Al otro extremo el club Olimpia de Itá fue el primer equipo que perdió la categoría en la fecha 27, mientras que en la penúltima fecha el club Benjamín Aceval fue el segundo equipo en descender. 

## Sistema de competición
El modo de disputa se mantendría al igual que en las temporadas precedentes el de todos contra todos a partidos de ida y vuelta, es decir a dos rondas compuestas por 17 jornadas cada una con localía recíproca. Se consagrará campeón el equipo que acumule la mayor cantidad de puntos al término de las 34 fechas.
En caso de paridad de puntos entre dos contendientes, se define el título en un partido extra. De existir más de dos en disputa, se resuelve según los siguientes parámetros:
1) saldo de goles;
2) mayor cantidad de goles marcados;
3) mayor cantidad de goles marcados en condición de visitante;
4) sorteo.

## Producto de la clasificación
- El torneo coronará al 76° campeón en la historia de la Tercera División.[10]

- El campeón del torneo, obtendrá directamente su ascenso a la Segunda División.

- El subcampeón del torneo, accederá al repechaje por el ascenso contra el campeón de la Primera División B Nacional.

- Los dos equipos que terminen en las últimas posiciones de la tabla de promedios descenderán a la Cuarta División.

## Ascensos y descensos
| Ascendido a División Intermedia                |
| ---------------------------------------------- |
| San Lorenzo (Campeón de la Primera División B) |

| Descendidos a Primera División C           |
| ------------------------------------------ |
| Cerro Corá (Último en la temporada pasada) |
| Limpeño (Penúltimo en la temporada pasada) |

| Excluido del campeonato |
| ----------------------- |
| Sport Colombia          |

| Ascendidos de Primera División C |
| -------------------------------- |
| Atlántida (Campeón)              |
| Presidente Hayes (Subcampeón)    |

| Descendido de División Intermedia                |
| ------------------------------------------------ |
| Olimpia de Itá (Último en la tabla de promedios) |

## Equipos participantes
| Equipo              | Fundación                | Ciudad               | Estadio                | Capacidad |
| ------------------- | ------------------------ | -------------------- | ---------------------- | --------- |
| 12 de Octubre (I)   | 14 de agosto de 1914     | Itauguá              | Luis Alberto Salinas   | 10 000    |
| 24 de Septiembre VP | 24 de septiembre de 1914 | Areguá               | Próculo Cortázar       | 2500      |
| 29 de Septiembre    | 30 de abril de 1942      | Luque                | Salustiano Zaracho     | 3500      |
| 3 de Febrero        | 10 de marzo de 1949      | Asunción             | 3 de Febrero           | 500       |
| 3 de Noviembre      | 15 de mayo de 1959       | Asunción             | Rubén Ramírez          | 1500      |
| Ameliano            | 6 de enero de 1936       | Asunción             | José Tomás Silva       | 800       |
| Atlántida           | 23 de diciembre de 1906  | Asunción             | Flaviano Díaz          | 1000      |
| Benjamín Aceval     | 6 de junio de 1918       | Villa Hayes          | Isidro Roussillón      | 5000      |
| Capitán Figari      | 1 de marzo de 1931       | Lambaré              | Juan B. Ruíz Díaz      | 5500      |
| Colegiales          | 7 de enero de 1977       | Lambaré              | Luciano Zacarías       | 8000      |
| Cristóbal Colón JAS | 12 de octubre de 1913    | J. Augusto Saldívar  | Herminio Ricardo       | 3000      |
| Cristóbal Colón (Ñ) | 12 de octubre de 1925    | Ñemby                | Pablo Patricio Bogarín | 2500      |
| Olimpia de Itá      | 8 de marzo de 1921       | Itá                  | Manuel Gamarra         | 5000      |
| Pilcomayo           | 9 de junio de 1915       | Mariano Roque Alonso | Agustín Báez           | 800       |
| Presidente Hayes    | 8 de noviembre de 1907   | Asunción             | Félix Cabrera          | 5000      |
| Recoleta            | 12 de febrero de 1931    | Asunción             | Roque Battilana        | 6000      |
| Tacuary             | 10 de diciembre de 1923  | Asunción             | Toribio Vargas         | 3000      |

### Distribución geográfica de los equipos
| Región                           | Cant. | Equipos |
| -------------------------------- | ----- | --- |
| Distrito Capital                 | 7     | 3 de Febrero, 3 de Noviembre, Ameliano, Atlántida, Presidente Hayes, Recoleta, Tacuary. |
| Departamento Central             | 9     | Pilcomayo (Mariano Roque Alonso); 24 de Septiembre (Areguá); Cristóbal Colón (Ñemby); 29 de Septiembre (Luque); Cristóbal Colón (J. Augusto Saldívar); Capitán Figari y Atlético Colegiales (Lambaré); 12 de Octubre (Itauguá); Olimpia (Itá). |
| Departamento de Presidente Hayes | 1     | Dr. Benjamín Aceval (Villa Hayes). |

## Clasificación
Actualizado el 21 de octubre de 2018.
| Pos. | Equipos                 | PJ | PG | PE | PP | GF | GC | S   | Pts. |
| ---- | ----------------------- | -- | -- | -- | -- | -- | -- | --- | ---- |
| 1.   | 12 de Octubre (I)       | 32 | 19 | 9  | 4  | 61 | 27 | 34  | 66   |
| 2.   | Tacuary                 | 32 | 17 | 8  | 7  | 53 | 36 | 17  | 59   |
| 3.   | Ameliano                | 32 | 18 | 3  | 11 | 69 | 49 | 20  | 57   |
| 4.   | Cristóbal Colón JAS     | 32 | 14 | 8  | 10 | 61 | 52 | 9   | 50   |
| 5.   | Colegiales(*)           | 32 | 13 | 8  | 11 | 47 | 42 | 5   | 49   |
| 6.   | Recoleta                | 32 | 13 | 9  | 10 | 44 | 41 | 3   | 48   |
| 7.   | Presidente Hayes(**)    | 32 | 11 | 11 | 10 | 45 | 38 | 7   | 46   |
| 8.   | 3 de Febrero            | 32 | 13 | 7  | 12 | 53 | 52 | 1   | 46   |
| 9.   | Cristóbal Colón (Ñ)(**) | 32 | 13 | 7  | 12 | 46 | 47 | -1  | 45   |
| 10.  | Atlántida               | 32 | 11 | 9  | 12 | 38 | 43 | -5  | 42   |
| 11.  | 3 de Noviembre          | 32 | 10 | 10 | 12 | 47 | 54 | -7  | 40   |
| 12.  | 29 de Septiembre        | 32 | 11 | 7  | 14 | 31 | 43 | -12 | 40   |
| 13.  | 24 de Septiembre VP     | 32 | 10 | 9  | 13 | 52 | 52 | 0   | 39   |
| 14.  | Benjamín Aceval         | 32 | 11 | 6  | 15 | 42 | 50 | -8  | 39   |
| 15.  | Pilcomayo               | 32 | 10 | 8  | 14 | 40 | 42 | -2  | 38   |
| 16.  | Capitán Figari(*)       | 32 | 7  | 10 | 15 | 30 | 45 | -15 | 30   |
| 17.  | Olimpia de Itá          | 32 | 3  | 7  | 22 | 31 | 77 | -46 | 16   |

Pos=Posición; PJ=Partidos jugados; PG=Partidos ganados; PE=Partidos empatados; PP=Partidos perdidos; Pts=Puntos 

GF=Goles a favor; GC=Goles en contra; DG=Diferencia de gol

(*)Colegiales le ganó una protesta a Capitán Figari por el partido de la jornada 18 (0-0), se le asignaron 2 puntos más, así mismo se le restó 1 punto a Capitán Figari.

(**)Presidente Hayes le ganó una protesta a Cristóbal Colón (Ñ) por el partido de la jornada 17 (3-3), se le asignaron 2 puntos más, así mismo se le restó 1 punto a Cristóbal Colón (Ñ) y dejan de ser contabilizados los goles que este último había convertido en el partido.
|  | Ascendió a Segunda División |

|  | Jugará repechaje por ascenso a Segunda División |

## Puntaje promedio
El promedio de puntos de un club es el cociente que se obtiene de la división de su puntaje acumulado en las últimas dos temporadas en la división, por la cantidad de partidos que haya jugado durante dicho período. Este determina, al final de cada temporada, el descenso de los equipos que acaben en los dos últimos lugares de la tabla a la Cuarta División. Para esta temporada se promediarán los puntajes acumulados de la temporada 2017 y la actual. En caso de empate de cociente para determinar a los equipos por descender, si el empate se da entre dos clubes se juega partido extra, si el empate es entre más de dos clubes se tiene en cuenta la diferencia de gol en primera instancia, luego goles a favor para determinar a los descendidos.
- Actualizado el 21 de octubre de 2018.

| Pos | Club                | Prom  | PT  | PJ | 2017 | 2018 |
| --- | ------------------- | ----- | --- | -- | ---- | ---- |
| 1º  | 12 de Octubre (I)   | 1,954 | 129 | 66 | 63   | 66   |
| 2º  | Colegiales          | 1,818 | 120 | 66 | 71   | 49   |
| 3º  | Ameliano            | 1,696 | 112 | 66 | 55   | 57   |
| 4º  | Tacuary             | 1,575 | 104 | 66 | 45   | 59   |
| 5º  | 3 de Febrero        | 1,454 | 96  | 66 | 50   | 46   |
| 6º  | Recoleta            | 1,439 | 95  | 66 | 47   | 48   |
| 7º  | Presidente Hayes    | 1,437 | 46  | 32 | -    | 46   |
| 8º  | Cristóbal Colón JAS | 1,393 | 92  | 66 | 42   | 50   |
| 9º  | Cristóbal Colón (Ñ) | 1,363 | 90  | 66 | 45   | 45   |
| 10º | 24 de Septiembre VP | 1,363 | 90  | 66 | 51   | 39   |
| 11º | Atlántida           | 1,312 | 42  | 32 | -    | 42   |
| 12º | 29 de Septiembre    | 1,272 | 84  | 66 | 44   | 40   |
| 13º | 3 de Noviembre      | 1,257 | 83  | 66 | 43   | 40   |
| 14º | Capitán Figari      | 1,166 | 77  | 66 | 47   | 30   |
| 15º | Pilcomayo           | 1,151 | 76  | 66 | 38   | 38   |
| 16º | Benjamín Aceval     | 1,136 | 75  | 66 | 36   | 39   |
| 17º | Olimpia de Itá      | 0,500 | 16  | 32 | -    | 16   |

 Pos=Posición; Prom=Promedio; PT=Puntaje total; PJ=Partidos jugados
|  | Descendieron a Cuarta División |

## Repechaje por el ascenso
El subcampeón del campeonato disputó partidos de ida y vuelta contra el campeón de la Primera División B Nacional por un cupo de ascenso a la Segunda División.
| 28 de octubre de 2018 | General Caballero (JLM) | 1:1     | Tacuary             | Estadio María Auxiliadora, Minga Guazú                   |                                                          |
|                       | Ronald Acuña 18'        | Reporte | Jorge Alvarenga 35' | Asistencia: 632 espectadores Árbitro(s): Óscar Velázquez | Asistencia: 632 espectadores Árbitro(s): Óscar Velázquez |

| 4 de noviembre de 2018 | Tacuary | 0:2     | General Caballero (JLM)              | Estadio Gunther Vogel, San Lorenzo                   |                                                      |
|                        |         | Reporte | Ronald Acuña 38' · Luis Ferreira 83' | Asistencia: 370 espectadores Árbitro(s): Eber Aquino | Asistencia: 370 espectadores Árbitro(s): Eber Aquino |

## Campeón
|                               |
| 12 de Octubre (I) 2.do título |

## Resultados
| 24 de Septiembre VP   | 0 - 1 | Recoleta            | Próculo Cortázar    | 17 de marzo |
| Atlántida             | 2 - 0 | Ameliano            | Flaviano Díaz       | 24 de marzo |
| Tacuary               | 2 - 1 | Cristóbal Colón JAS | Toribio Vargas      | 24 de marzo |
| Presidente Hayes      | 1 - 0 | 29 de Septiembre    | Félix Cabrera       | 24 de marzo |
| Olimpia de Itá        | 0 - 4 | 12 de Octubre (I)   | Manuel Gamarra      | 24 de marzo |
| 3 de Febrero          | 3 - 1 | Cristóbal Colón (Ñ) | Tomás Beggan Correa | 25 de marzo |
| Capitán Figari        | 0 - 2 | Colegiales          | Juan B. Ruíz Díaz   | 25 de marzo |
| Pilcomayo             | 1 - 2 | Benjamín Aceval     | Agustín Báez        | 25 de marzo |
| Libre: 3 de Noviembre |       |                     |                     |             |

| Olimpia de Itá          | 1 - 1 | Atlántida           | Manuel Gamarra         | 1 de abril |
| 12 de Octubre (I)       | 3 - 0 | 24 de Septiembre VP | Luis Salinas           | 1 de abril |
| Recoleta                | 1 - 0 | Capitán Figari      | Toribio Vargas         | 1 de abril |
| Colegiales              | 1 - 1 | Tacuary             | Colegialito            | 1 de abril |
| Cristóbal Colón JAS     | 0 - 3 | Pilcomayo           | Herminio Ricardo       | 1 de abril |
| Benjamín Aceval         | 1 - 1 | 3 de Noviembre      | Isidro Roussillón      | 1 de abril |
| 29 de Septiembre        | 1 - 0 | 3 de Febrero        | Salustiano Zaracho     | 1 de abril |
| Cristóbal Colón (Ñ)     | 1 - 0 | Ameliano            | Pablo Patricio Bogarín | 2 de abril |
| Libre: Presidente Hayes |       |                     |                        |            |

| Presidente Hayes    | 1 - 2 | Benjamín Aceval     | El Fortín         | 7 de abril |
| Atlántida           | 1 - 3 | Cristóbal Colón (Ñ) | Flaviano Díaz     | 7 de abril |
| Tacuary             | 1 - 1 | Recoleta            | Toribio Vargas    | 7 de abril |
| Capitán Figari      | 1 - 1 | 12 de Octubre (I)   | Juan B. Ruíz Díaz | 8 de abril |
| Ameliano            | 5 - 2 | 29 de Septiembre    | José Tomás Silva  | 8 de abril |
| 3 de Noviembre      | 2 - 2 | Cristóbal Colón JAS | Rubén Ramírez     | 8 de abril |
| Pilcomayo           | 1 - 2 | Colegiales          | Agustín Báez      | 8 de abril |
| 24 de Septiembre VP | 2 - 1 | Olimpia de Itá      | Próculo Cortázar  | 8 de abril |
| Libre: 3 de Febrero |       |                     |                   |            |

| Olimpia de Itá      | 2 - 2 | Capitán Figari      | Manuel Gamarra     | 14 de abril |
| Colegiales          | 3 - 1 | 3 de Noviembre      | Colegialito        | 14 de abril |
| Benjamín Aceval     | 0 - 1 | 3 de Febrero        | Isidro Roussillón  | 14 de abril |
| 24 de Septiembre VP | 3 - 0 | Atlántida           | Próculo Cortázar   | 15 de abril |
| 12 de Octubre (I)   | 2 - 0 | Tacuary             | Luis Salinas       | 15 de abril |
| Recoleta            | 2 - 0 | Pilcomayo           | Juan B. Ruíz Díaz  | 15 de abril |
| Cristóbal Colón JAS | 3 - 2 | Presidente Hayes    | Herminio Ricardo   | 15 de abril |
| 29 de Septiembre    | 0 - 2 | Cristóbal Colón (Ñ) | Salustiano Zaracho | 15 de abril |
| Libre: Ameliano     |       |                     |                    |             |

| Ameliano                   | 3 - 0 | Benjamín Aceval     | José Tomás Silva    | 21 de abril |
| Presidente Hayes           | 2 - 2 | Colegiales          | El Fortín           | 21 de abril |
| Capitán Figari             | 0 - 2 | 24 de Septiembre VP | Juan B. Ruíz Díaz   | 21 de abril |
| Pilcomayo                  | 0 - 2 | 12 de Octubre (I)   | Agustín Báez        | 21 de abril |
| Tacuary                    | 0 - 1 | Olimpia de Itá      | Toribio Vargas      | 21 de abril |
| 3 de Noviembre             | 4 - 2 | Recoleta            | Rubén Ramírez       | 21 de abril |
| 3 de Febrero               | 2 - 5 | Cristóbal Colón JAS | Tomás Beggan Correa | 21 de abril |
| Atlántida                  | 0 - 0 | 29 de Septiembre    | Flaviano Díaz       | 21 de abril |
| Libre: Cristóbal Colón (Ñ) |       |                     |                     |             |

| Capitán Figari          | 1 - 1 | Atlántida           | Juan B. Ruíz Díaz   | 25 de abril |
| 24 de Septiembre VP     | 0 - 2 | Tacuary             | Próculo Cortázar    | 25 de abril |
| Olimpia de Itá          | 1 - 2 | Pilcomayo           | Manuel Gamarra      | 25 de abril |
| 12 de Octubre (I)       | 1 - 1 | 3 de Noviembre      | Luis Salinas        | 25 de abril |
| Recoleta                | 2 - 1 | Presidente Hayes    | Jardines del Kelito | 25 de abril |
| Colegiales              | 3 - 3 | 3 de Febrero        | Colegialito         | 25 de abril |
| Cristóbal Colón JAS     | 1 - 2 | Ameliano            | Herminio Ricardo    | 25 de abril |
| Benjamín Aceval         | 1 - 0 | Cristóbal Colón (Ñ) | Isidro Roussillón   | 25 de abril |
| Libre: 29 de Septiembre |       |                     |                     |             |

| 3 de Noviembre      | 1 - 1 | Olimpia de Itá      | Rubén Ramírez          | 28 de abril |
| Presidente Hayes    | 2 - 2 | 12 de Octubre (I)   | El Fortín              | 29 de abril |
| Tacuary             | 4 - 1 | Capitán Figari      | Toribio Vargas         | 29 de abril |
| Cristóbal Colón (Ñ) | 1 - 1 | Cristóbal Colón JAS | Pablo Patricio Bogarín | 29 de abril |
| Ameliano            | 2 - 4 | Colegiales          | José Tomás Silva       | 29 de abril |
| 3 de Febrero        | 2 - 0 | Recoleta            | Tomás Beggan Correa    | 29 de abril |
| Pilcomayo           | 3 - 1 | 24 de Septiembre VP | Agustín Báez           | 29 de abril |
| 29 de Septiembre    | 2 - 0 | Benjamín Aceval     | Salustiano Zaracho     | 29 de abril |
| Libre: Atlántida    |       |                     |                        |             |

| Tacuary                | 5 - 1 | Atlántida           | Toribio Vargas    | 5 de mayo |
| Olimpia de Itá         | 0 - 0 | Presidente Hayes    | Manuel Gamarra    | 6 de mayo |
| Colegiales             | 1 - 0 | Cristóbal Colón (Ñ) | Colegialito       | 6 de mayo |
| Capitán Figari         | 0 - 2 | Pilcomayo           | Juan B. Ruíz Díaz | 6 de mayo |
| 24 de Septiembre VP    | 1 - 2 | 3 de Noviembre      | Próculo Cortázar  | 6 de mayo |
| 12 de Octubre (I)      | 3 - 1 | 3 de Febrero        | Luis Salinas      | 6 de mayo |
| Recoleta               | 2 - 1 | Ameliano            | Roque Battilana   | 6 de mayo |
| Cristóbal Colón JAS    | 2 - 0 | 29 de Septiembre    | Herminio Ricardo  | 6 de mayo |
| Libre: Benjamín Aceval |       |                     |                   |           |

| Cristóbal Colón (Ñ)        | 2 - 0 | Recoleta            | Pablo Patricio Bogarín | 12 de mayo |
| Presidente Hayes           | 1 - 1 | 24 de Septiembre VP | El Fortín              | 12 de mayo |
| Atlántida                  | 1 - 0 | Benjamín Aceval     | Flaviano Díaz          | 13 de mayo |
| 29 de Septiembre           | 2 - 1 | Colegiales          | Salustiano Zaracho     | 13 de mayo |
| Ameliano                   | 3 - 1 | 12 de Octubre (I)   | José Tomás Silva       | 13 de mayo |
| 3 de Febrero               | 3 - 3 | Olimpia de Itá      | Tomás Beggan Correa    | 13 de mayo |
| 3 de Noviembre             | 1 - 1 | Capitán Figari      | Rubén Ramírez          | 13 de mayo |
| Pilcomayo                  | 1 - 2 | Tacuary             | Agustín Báez           | 13 de mayo |
| Libre: Cristóbal Colón JAS |       |                     |                        |            |

| Tacuary             | 1 - 1 | 3 de Noviembre      | Emiliano Ghezzi   | 19 de mayo |
| Cristóbal Colón JAS | 2 - 1 | Benjamín Aceval     | Herminio Ricardo  | 19 de mayo |
| Olimpia de Itá      | 1 - 6 | Ameliano            | Manuel Gamarra    | 20 de mayo |
| Pilcomayo           | 2 - 0 | Atlántida           | Agustín Báez      | 20 de mayo |
| 12 de Octubre (I)   | 2 - 0 | Cristóbal Colón (Ñ) | Luis Salinas      | 20 de mayo |
| Recoleta            | 1 - 3 | 29 de Septiembre    | Roque Battilana   | 20 de mayo |
| Capitán Figari      | 1 - 2 | Presidente Hayes    | Juan B. Ruíz Díaz | 20 de mayo |
| 24 de Septiembre VP | 1 - 1 | 3 de Febrero        | Próculo Cortázar  | 20 de mayo |
| Libre: Colegiales   |       |                     |                   |            |

| Atlántida           | 0 - 1 | Cristóbal Colón JAS | Flaviano Díaz          | 26 de mayo |
| Benjamín Aceval     | 0 - 2 | Colegiales          | Isidro Roussillón      | 26 de mayo |
| 3 de Febrero        | 1 - 1 | Capitán Figari      | Tomás Beggan Correa    | 26 de mayo |
| Ameliano            | 2 - 0 | 24 de Septiembre VP | José Tomás Silva       | 27 de mayo |
| Presidente Hayes    | 0 - 1 | Tacuary             | El Fortín              | 27 de mayo |
| 3 de Noviembre      | 2 - 1 | Pilcomayo           | Rubén Ramírez          | 27 de mayo |
| Cristóbal Colón (Ñ) | 2 - 1 | Olimpia de Itá      | Pablo Patricio Bogarín | 27 de mayo |
| 29 de Septiembre    | 1 - 0 | 12 de Octubre (I)   | Salustiano Zaracho     | 27 de mayo |
| Libre: Recoleta     |       |                     |                        |            |

| 3 de Noviembre           | 3 - 2 | Atlántida           | Rubén Ramírez       | 30 de mayo |
| Pilcomayo                | 0 - 0 | Presidente Hayes    | Agustín Báez        | 30 de mayo |
| Tacuary                  | 2 - 2 | 3 de Febrero        | Jardines del Kelito | 30 de mayo |
| Capitán Figari           | 1 - 0 | Ameliano            | Juan B. Ruíz Díaz   | 30 de mayo |
| 24 de Septiembre VP      | 2 - 3 | Cristóbal Colón (Ñ) | Próculo Cortázar    | 30 de mayo |
| Olimpia de Itá           | 2 - 2 | 29 de Septiembre    | Manuel Gamarra      | 30 de mayo |
| Recoleta                 | 2 - 1 | Benjamín Aceval     | Roque Battilana     | 30 de mayo |
| Colegiales               | 2 - 3 | Cristóbal Colón JAS | Colegialito         | 30 de mayo |
| Libre: 12 de Octubre (I) |       |                     |                     |            |

| Benjamín Aceval       | 0 - 2 | 12 de Octubre (I)   | Isidro Roussillón      | 2 de junio |
| Presidente Hayes      | 3 - 1 | 3 de Noviembre      | El Fortín              | 2 de junio |
| Atlántida             | 2 - 1 | Colegiales          | Flaviano Díaz          | 3 de junio |
| Cristóbal Colón JAS   | 3 - 2 | Recoleta            | Herminio Ricardo       | 3 de junio |
| Cristóbal Colón (Ñ)   | 3 - 0 | Capitán Figari      | Pablo Patricio Bogarín | 3 de junio |
| Ameliano              | 1 - 2 | Tacuary             | José Tomás Silva       | 3 de junio |
| 3 de Febrero          | 3 - 2 | Pilcomayo           | Tomás Beggan Correa    | 3 de junio |
| 29 de Septiembre      | 2 - 0 | 24 de Septiembre VP | Salustiano Zaracho     | 3 de junio |
| Libre: Olimpia de Itá |       |                     |                        |            |

| Presidente Hayes           | 1 - 0 | Atlántida           | El Fortín         | 9 de junio  |
| Recoleta                   | 4 - 1 | Colegiales          | Roque Battilana   | 9 de junio  |
| Olimpia de Itá             | 0 - 1 | Benjamín Aceval     | Manuel Gamarra    | 9 de junio  |
| Tacuary                    | 2 - 1 | Cristóbal Colón (Ñ) | Ricardo Gregor    | 9 de junio  |
| Pilcomayo                  | 1 - 3 | Ameliano            | Agustín Báez      | 9 de junio  |
| 12 de Octubre (I)          | 2 - 1 | Cristóbal Colón JAS | Luis Salinas      | 9 de junio  |
| 3 de Noviembre             | 2 - 0 | 3 de Febrero        | Rubén Ramírez     | 10 de junio |
| Capitán Figari             | 1 - 0 | 29 de Septiembre    | Juan B. Ruíz Díaz | 10 de junio |
| Libre: 24 de Septiembre VP |       |                     |                   |             |

| Colegiales            | 1 - 0 | 12 de Octubre (I)   | Luciano Zacarías       | 16 de junio |
| Ameliano              | 1 - 2 | 3 de Noviembre      | José Tomás Silva       | 16 de junio |
| Cristóbal Colón (Ñ)   | 2 - 2 | Pilcomayo           | Pablo Patricio Bogarín | 16 de junio |
| 3 de Febrero          | 2 - 0 | Presidente Hayes    | 3 de Febrero           | 16 de junio |
| 29 de Septiembre      | 1 - 0 | Tacuary             | Salustiano Zaracho     | 17 de junio |
| Atlántida             | 2 - 1 | Recoleta            | Flaviano Díaz          | 17 de junio |
| Benjamín Aceval       | 1 - 4 | 24 de Septiembre VP | Isidro Roussillón      | 17 de junio |
| Cristóbal Colón JAS   | 5 - 0 | Olimpia de Itá      | Herminio Ricardo       | 17 de junio |
| Libre: Capitán Figari |       |                     |                        |             |

| Presidente Hayes    | 1 - 2 | Ameliano            | El Fortín         | 23 de junio |
| Olimpia de Itá      | 0 - 2 | Colegiales          | Manuel Gamarra    | 23 de junio |
| 3 de Febrero        | 2 - 0 | Atlántida           | 3 de Febrero      | 24 de junio |
| 3 de Noviembre      | 1 - 3 | Cristóbal Colón (Ñ) | Rubén Ramírez     | 24 de junio |
| Pilcomayo           | 1 - 1 | 29 de Septiembre    | Agustín Báez      | 24 de junio |
| Capitán Figari      | 0 - 0 | Benjamín Aceval     | Juan B. Ruíz Díaz | 24 de junio |
| 24 de Septiembre VP | 3 - 1 | Cristóbal Colón JAS | Próculo Cortázar  | 24 de junio |
| 12 de Octubre (I)   | 2 - 0 | Recoleta            | Luis Salinas      |             |
| Libre: Tacuary      |       |                     |                   |             |

| Colegiales          | 2 - 0 | 24 de Septiembre VP | Luciano Zacarías       | 30 de junio |
| Benjamín Aceval     | 2 - 2 | Tacuary             | Isidro Roussillón      | 30 de junio |
| Atlántida           | 1 - 1 | 12 de Octubre (I)   | Flaviano Díaz          | 1 de julio  |
| Recoleta            | 3 - 1 | Olimpia de Itá      | Roque Battilana        | 1 de julio  |
| Cristóbal Colón JAS | 2 - 2 | Capitán Figari      | Herminio Ricardo       | 1 de julio  |
| 29 de Septiembre    | 1 - 0 | 3 de Noviembre      | Salustiano Zaracho     | 1 de julio  |
| Cristóbal Colón (Ñ) | 3 - 3 | Presidente Hayes    | Pablo Patricio Bogarín | 1 de julio  |
| Ameliano            | 1 - 1 | 3 de Febrero        | José Tomás Silva       | 1 de julio  |
| Libre: Pilcomayo    |       |                     |                        |             |

| Cristóbal Colón (Ñ)   | 1 - 0 | 3 de Febrero        | Pablo Patricio Bogarín | 14 de julio |
| 29 de Septiembre      | 1 - 1 | Presidente Hayes    | Salustiano Zaracho     | 14 de julio |
| Benjamín Aceval       | 0 - 1 | Pilcomayo           | Isidro Roussillón      | 14 de julio |
| Colegiales            | 0 - 0 | Capitán Figari      | Luciano Zacarías       | 14 de julio |
| Recoleta              | 1 - 1 | 24 de Septiembre VP | Roque Battilana        | 14 de julio |
| 12 de Octubre (I)     | 5 - 0 | Olimpia de Itá      | Luis Salinas           | 14 de julio |
| Ameliano              | 2 - 4 | Atlántida           | Jardines del Kelito    | 15 de julio |
| Cristóbal Colón JAS   | 2 - 2 | Tacuary             | Herminio Ricardo       | 15 de julio |
| Libre: 3 de Noviembre |       |                     |                        |             |

| 24 de Septiembre VP     | 1 - 1 | 12 de Octubre (I)   | Próculo Cortázar  | 21 de julio                   |
| Tacuary                 | 2 - 1 | Colegiales          | Roque Battilana   | 21 de julio                   |
| Pilcomayo               | 1 - 1 | Cristóbal Colón JAS | Agustín Báez      | 21 de julio                   |
| Atlántida               | 2 - 1 | Olimpia de Itá      | Flaviano Díaz     | 22 de julio                   |
| Capitán Figari          | 1 - 0 | Recoleta            | Juan B. Ruíz Díaz | 22 de julio                   |
| 3 de Noviembre          | 2 - 2 | Benjamín Aceval     | Rubén Ramírez     | 22 de julio                   |
| 3 de Febrero            | 1 - 0 | 29 de Septiembre    | 3 de Febrero      | 22 de julio                   |
| Ameliano                | 2 - 1 | Cristóbal Colón (Ñ) | José Tomás Silva  | 22 de julio - 5 de septiembre |
| Libre: Presidente Hayes |       |                     |                   |                               |

| Cristóbal Colón (Ñ) | 1 - 0 | Atlántida           | Pablo Patricio Bogarín | 28 de julio |
| Benjamín Aceval     | 1 - 1 | Presidente Hayes    | Isidro Roussillón      | 28 de julio |
| 12 de Octubre (I)   | 3 - 0 | Capitán Figari      | Luis Salinas           | 28 de julio |
| 29 de Septiembre    | 1 - 3 | Ameliano            | Salustiano Zaracho     | 29 de julio |
| Cristóbal Colón JAS | 4 - 3 | 3 de Noviembre      | Herminio Ricardo       | 29 de julio |
| Colegiales          | 2 - 1 | Pilcomayo           | Colegialito            | 29 de julio |
| Olimpia de Itá      | 2 - 1 | 24 de Septiembre VP | Manuel Gamarra         | 29 de julio |
| Recoleta            | 1 - 1 | Tacuary             | Roque Battilana        | 30 de julio |
| Libre: 3 de Febrero |       |                     |                        |             |

| Capitán Figari      | 2 - 0 | Olimpia de Itá      | Juan B. Ruíz Díaz      | 4 de agosto |
| Tacuary             | 1 - 1 | 12 de Octubre (I)   | Ricardo Gregor         | 4 de agosto |
| Presidente Hayes    | 2 - 0 | Cristóbal Colón JAS | El Fortín              | 4 de agosto |
| 3 de Febrero        | 3 - 2 | Benjamín Aceval     | 3 de Febrero           | 4 de agosto |
| Cristóbal Colón (Ñ) | 4 - 1 | 29 de Septiembre    | Pablo Patricio Bogarín | 4 de agosto |
| Atlántida           | 1 - 1 | 24 de Septiembre VP | Flaviano Díaz          | 5 de agosto |
| Pilcomayo           | 0 - 0 | Recoleta            | Agustín Báez           | 5 de agosto |
| 3 de Noviembre      | 0 - 0 | Colegiales          | Rubén Ramírez          | 5 de agosto |
| Libre: Ameliano     |       |                     |                        |             |

| Benjamín Aceval            | 1 - 4 | Ameliano         | Isidro Roussillón  | 11 de agosto |
| Cristóbal Colón JAS        | 2 - 1 | 3 de Febrero     | Herminio Ricardo   | 11 de agosto |
| Recoleta                   | 1 - 0 | 3 de Noviembre   | Roque Battilana    | 11 de agosto |
| 12 de Octubre (I)          | 2 - 0 | Pilcomayo        | Luis Salinas       | 11 de agosto |
| Olimpia de Itá             | 0 - 2 | Tacuary          | Manuel Gamarra     | 11 de agosto |
| 24 de Septiembre VP        | 1 - 1 | Capitán Figari   | Próculo Cortázar   | 11 de agosto |
| 29 de Septiembre           | 0 - 1 | Atlántida        | Salustiano Zaracho | 12 de agosto |
| Colegiales                 | 2 - 0 | Presidente Hayes | Colegialito        | 12 de agosto |
| Libre: Cristóbal Colón (Ñ) |       |                  |                    |              |

| Cristóbal Colón (Ñ)     | 1 - 1 | Benjamín Aceval     | Pablo Patricio Bogarín | 14 de agosto |
| Atlántida               | 3 - 2 | Capitán Figari      | Flaviano Díaz          | 15 de agosto |
| Tacuary                 | 1 - 0 | 24 de Septiembre VP | Jardines del Kelito    | 15 de agosto |
| Pilcomayo               | 2 - 0 | Olimpia de Itá      | Agustín Báez           | 15 de agosto |
| 3 de Noviembre          | 1 - 3 | 12 de Octubre (I)   | Rubén Ramírez          | 15 de agosto |
| Presidente Hayes        | 2 - 2 | Recoleta            | El Fortín              | 15 de agosto |
| 3 de Febrero            | 3 - 2 | Colegiales          | 3 de Febrero           | 15 de agosto |
| Ameliano                | 3 - 1 | Cristóbal Colón JAS | José Tomás Silva       | 15 de agosto |
| Libre: 29 de Septiembre |       |                     |                        |              |

| 12 de Octubre (I)   | 1 - 1 | Presidente Hayes    | Luis Salinas      | 18 de agosto |
| Capitán Figari      | 1 - 2 | Tacuary             | Juan B. Ruíz Díaz | 19 de agosto |
| Cristóbal Colón JAS | 1 - 1 | Cristóbal Colón (Ñ) | Herminio Ricardo  | 19 de agosto |
| Benjamín Aceval     | 1 - 0 | 29 de Septiembre    | Isidro Roussillón | 19 de agosto |
| Colegiales          | 2 - 3 | Ameliano            | Colegialito       | 19 de agosto |
| Recoleta            | 2 - 2 | 3 de Febrero        | Roque Battilana   | 19 de agosto |
| Olimpia de Itá      | 1 - 1 | 3 de Noviembre      | Manuel Gamarra    | 19 de agosto |
| 24 de Septiembre VP | 2 - 1 | Pilcomayo           | Próculo Cortázar  | 19 de agosto |
| Libre: Atlántida    |       |                     |                   |              |

| Presidente Hayes       | 2 - 0 | Olimpia de Itá      | El Fortín              | 25 de agosto |
| 3 de Febrero           | 1 - 2 | 12 de Octubre (I)   | 3 de Febrero           | 25 de agosto |
| Atlántida              | 3 - 1 | Tacuary             | Flaviano Díaz          | 26 de agosto |
| Pilcomayo              | 1 - 0 | Capitán Figari      | Agustín Báez           | 26 de agosto |
| 3 de Noviembre         | 1 - 4 | 24 de Septiembre VP | Rubén Ramírez          | 26 de agosto |
| Ameliano               | 3 - 1 | Recoleta            | José Tomás Silva       | 26 de agosto |
| 29 de Septiembre       | 0 - 2 | Cristóbal Colón JAS | Salustiano Zaracho     | 26 de agosto |
| Cristóbal Colón (Ñ)    | 1 - 2 | Colegiales          | Pablo Patricio Bogarín | 27 de agosto |
| Libre: Benjamín Aceval |       |                     |                        |              |

| Benjamín Aceval            | 2 - 1 | Atlántida           | Isidro Roussillón | 1 de septiembre |
| Colegiales                 | 0 - 0 | 29 de Septiembre    | Colegialito       | 1 de septiembre |
| Tacuary                    | 2 - 1 | Pilcomayo           | Emiliano Ghezzi   | 1 de septiembre |
| Recoleta                   | 1 - 0 | Cristóbal Colón (Ñ) | Roque Battilana   | 2 de septiembre |
| 12 de Octubre (I)          | 2 - 1 | Ameliano            | Luis Salinas      | 2 de septiembre |
| Olimpia de Itá             | 1 - 2 | 3 de Febrero        | Manuel Gamarra    | 2 de septiembre |
| 24 de Septiembre VP        | 6 - 2 | Presidente Hayes    | Próculo Cortázar  | 2 de septiembre |
| Capitán Figari             | 1 - 2 | 3 de Noviembre      | Juan B. Ruíz Díaz | 2 de septiembre |
| Libre: Cristóbal Colón JAS |       |                     |                   |                 |

| Benjamín Aceval     | 4 - 2 | Cristóbal Colón JAS | Isidro Roussillón      | 8 de septiembre |
| Presidente Hayes    | 1 - 0 | Capitán Figari      | El Fortín              | 8 de septiembre |
| Atlántida           | 1 - 1 | Pilcomayo           | Flaviano Díaz          | 9 de septiembre |
| 3 de Noviembre      | 2 - 0 | Tacuary             | Rubén Ramírez          | 9 de septiembre |
| 3 de Febrero        | 4 - 3 | 24 de Septiembre VP | 3 de Febrero           | 9 de septiembre |
| Ameliano            | 5 - 3 | Olimpia de Itá      | José Tomás Silva       | 9 de septiembre |
| Cristóbal Colón (Ñ) | 0 - 1 | 12 de Octubre (I)   | Pablo Patricio Bogarín | 9 de septiembre |
| 29 de Septiembre    | 1 - 1 | Recoleta            | Salustiano Zaracho     | 9 de septiembre |
| Libre: Colegiales   |       |                     |                        |                 |

| Tacuary             | 1 - 0 | Presidente Hayes    | Martín Torres     | 14 de septiembre      |
| Colegiales          | 1 - 0 | Benjamín Aceval     | Luciano Zacarías  | 15 de septiembre      |
| Pilcomayo           | 2 - 1 | 3 de Noviembre      | Agustín Báez      | 15 de septiembre      |
| Capitán Figari      | 2 - 0 | 3 de Febrero        | Juan B. Ruíz Díaz | 16 de septiembre      |
| Cristóbal Colón JAS | 2 - 3 | Atlántida           | Herminio Ricardo  | 16 y 19 de septiembre |
| 24 de Septiembre VP | 1 - 1 | Ameliano            | Próculo Cortázar  | 19 de septiembre      |
| 12 de Octubre (I)   | 2 - 1 | 29 de Septiembre    | Luis Salinas      | 19 de septiembre      |
| Olimpia de Itá      | 0 - 2 | Cristóbal Colón (Ñ) | Manuel Gamarra    | 19 de septiembre      |
| Libre: Recoleta     |       |                     |                   |                       |

| Cristóbal Colón JAS      | 3 - 0 | Colegiales          | Herminio Ricardo       | 28 de septiembre |
| Atlántida                | 1 - 2 | 3 de Noviembre      | Flaviano Díaz          | 29 de septiembre |
| Presidente Hayes         | 1 - 1 | Pilcomayo           | El Fortín              | 29 de septiembre |
| 3 de Febrero             | 2 - 3 | Tacuary             | 3 de Febrero           | 29 de septiembre |
| Ameliano                 | 1 - 3 | Capitán Figari      | José Tomás Silva       | 29 de septiembre |
| Cristóbal Colón (Ñ)      | 2 - 2 | 24 de Septiembre VP | Pablo Patricio Bogarín | 29 de septiembre |
| 29 de Septiembre         | 2 - 1 | Olimpia de Itá      | Salustiano Zaracho     | 29 de septiembre |
| Benjamín Aceval          | 0 - 2 | Recoleta            | Isidro Roussillón      | 29 de septiembre |
| Libre: 12 de Octubre (I) |       |                     |                        |                  |

| Pilcomayo             | 0 - 2 | 3 de Febrero        | Agustín Báez      | 22 de septiembre |
| Colegiales            | 0 - 0 | Atlántida           | Luciano Zacarías  | 22 de septiembre |
| 24 de Septiembre VP   | 5 - 2 | 29 de Septiembre    | Próculo Cortázar  | 22 de septiembre |
| Tacuary               | 0 - 1 | Ameliano            | Ricardo Gregor    | 22 de septiembre |
| Capitán Figari        | 3 - 3 | Cristóbal Colón (Ñ) | Juan B. Ruíz Díaz | 23 de septiembre |
| Recoleta              | 3 - 1 | Cristóbal Colón JAS | Roque Battilana   | 23 de septiembre |
| 12 de Octubre (I)     | 2 - 3 | Benjamín Aceval     | Luis Salinas      | 23 de septiembre |
| 3 de Noviembre        | 1 - 4 | Presidente Hayes    | Rubén Ramírez     | 23 de septiembre |
| Libre: Olimpia de Itá |       |                     |                   |                  |

| 29 de Septiembre           | 1 - 0 | Capitán Figari    | Salustiano Zaracho     | 3 de octubre |
| 3 de Febrero               | 0 - 1 | 3 de Noviembre    | 3 de Febrero           | 3 de octubre |
| Colegiales                 | 0 - 0 | Recoleta          | Luciano Zacarías       | 3 de octubre |
| Atlántida                  | 0 - 1 | Presidente Hayes  | Flaviano Díaz          | 3 de octubre |
| Cristóbal Colón JAS        | 2 - 2 | 12 de Octubre (I) | Herminio Ricardo       | 3 de octubre |
| Benjamín Aceval            | 5 - 1 | Olimpia de Itá    | Isidro Roussillón      | 3 de octubre |
| Ameliano                   | 3 - 1 | Pilcomayo         | José Tomás Silva       | 3 de octubre |
| Cristóbal Colón (Ñ)        | 0 - 2 | Tacuary           | Pablo Patricio Bogarín | 3 de octubre |
| Libre: 24 de Septiembre VP |       |                   |                        |              |

| Recoleta              | 0 - 0 | Atlántida           | Roque Battilana         | 13 de octubre |
| 12 de Octubre (I)     | 2 - 1 | Colegiales          | Luis Salinas            | 13 de octubre |
| Olimpia de Itá        | 1 - 2 | Cristóbal Colón JAS | Manuel Gamarra          | 13 de octubre |
| 24 de Septiembre VP   | 1 - 5 | Benjamín Aceval     | Próculo Cortázar        | 13 de octubre |
| Tacuary               | 4 - 1 | 29 de Septiembre    | Martín Torres           | 13 de octubre |
| Pilcomayo             | 4 - 1 | Cristóbal Colón (Ñ) | Pioneros de Corumba Cué | 13 de octubre |
| 3 de Noviembre        | 2 - 2 | Ameliano            | Rubén Ramírez           | 13 de octubre |
| Presidente Hayes      | 2 - 1 | 3 de Febrero        | El Fortín               | 13 de octubre |
| Libre: Capitán Figari |       |                     |                         |               |

| Cristóbal Colón (Ñ) | 4 - 3 | 3 de Noviembre      | Pablo Patricio Bogarín | 16 de octubre |
| Ameliano            | 2 - 1 | Presidente Hayes    | José Tomás Silva       | 17 de octubre |
| Atlántida           | 3 - 1 | 3 de Febrero        | Flaviano Díaz          | 17 de octubre |
| 29 de Septiembre    | 1 - 1 | Pilcomayo           | Salustiano Zaracho     | 17 de octubre |
| Benjamín Aceval     | 0 - 2 | Capitán Figari      | Isidro Roussillón      | 17 de octubre |
| Cristóbal Colón JAS | 0 - 0 | 24 de Septiembre VP | Herminio Ricardo       | 17 de octubre |
| Colegiales          | 2 - 3 | Olimpia de Itá      | Colegialito            | 17 de octubre |
| Recoleta            | 1 - 3 | 12 de Octubre (I)   | Roque Battilana        | 17 de octubre |
| Libre: Tacuary      |       |                     |                        |               |

| 3 de Noviembre      | 0 - 1 | 29 de Septiembre    | Rubén Ramírez       | 20 de octubre |
| Olimpia de Itá      | 2 - 4 | Recoleta            | Manuel Gamarra      | 20 de octubre |
| Presidente Hayes    | 4 - 0 | Cristóbal Colón (Ñ) | El Fortín           | 20 de octubre |
| 12 de Octubre (I)   | 1 - 1 | Atlántida           | Olimpia de Itauguá  | 21 de octubre |
| 24 de Septiembre VP | 3 - 2 | Colegiales          | Próculo Cortázar    | 21 de octubre |
| Capitán Figari      | 0 - 3 | Cristóbal Colón JAS | Juan B. Ruíz Díaz   | 21 de octubre |
| Tacuary             | 2 - 3 | Benjamín Aceval     | Ricardo Gregor      | 21 de octubre |
| 3 de Febrero        | 3 - 1 | Ameliano            | Tomás Beggan Correa | 21 de octubre |
| Libre: Pilcomayo    |       |                     |                     |               |